# Ефект свідка
Ефект "свідка" - феномен, при якому пошкоджується клітина, що не піддавалася безпосередньому впливу іонізуючого випромінювання, але будь-яким чином контактувала з опроміненою клітиною. Крім іонізуючого випромінювання з низькою та високою лінійною передачею енергії , ефект "свідка" здатний виникати під впливом ультрафіолетового випромінювання, теплового шоку, та деяких хіміопрепаратів. Головним чином, це явище досліджується на культурах клітин ссавців  , проте ефект "свідка" присутній і в культурах інших хребетних та безхребетних тварин, рослин та одноклітинних організмів.

## Механізми формування ефекту "свідка"

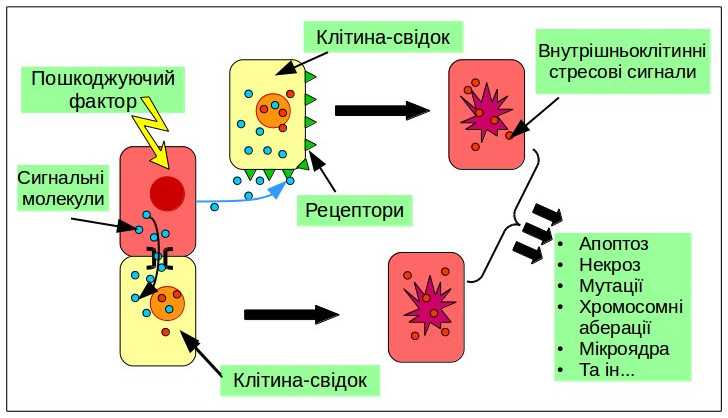
Під впливом пошкоджуючого фактора клітина виділяє сигнальні молекули ефекту "свідка", що потрапляючи в сусідню клітину здатні запускати каскади стресових реакцій. Внутрішньоклітинні стресові процеси формують пошкодження у клітині-свідку на різних рівнях.

Згідно з даними на 2016 рік, механізм запуску ефекту "свідка" не достатньо зрозумілий. Оскільки внутрішньоклітинні процеси, що виникають у опроміненій клітині (чи пошкодженій іншими факторами) вивчені досить добре, найбільш дискусійним є питання природи сигнальних молекул, що здатні запускати ефект “свідка” в інтактній клітині. Вважається, що фактори які беруть участь у формуванні ефекту “свідка” існують у вигляді білкових молекул та/чи вільних радикалів, які здатні діяти окремо або в комплексі з іншими молекулами-кандидатами. Ці сигнальні молекули синтезуються безпосередньо у поживне середовище, або передаватись сусіднім клітинам через щілинні міжклітинні контакти. До молекул-кандидатів білкової природи належать ростові фактори (трансформуючий фактор росту бета (TGF-β1), трансформуючий фактор росту альфа (TGF-α), фактор некрозу пухлини альфа TNF-α), інтерлейкіни (IL-8, IL-6). Суттєву роль у формуванні ефекту “свідка” відіграють реактивні форми кисню та монооксид азоту. В свою чергу, сигнальні молекули можуть або самостійно, або опосередковано, через запуск каскадів реакцій, викликати необоротні зміни в клітині-свідку, формуючи тим самим ефект "свідка".

## Наслідки дії ефекту “свідка”
Сигнальні молекули ефекту “свідка” змінюючи рівень експресії генів, що задіяні у регуляції апоптозу, репарації, проліферації, рості та окисно-відновних процесах (наприклад p53, p21, CDC2, COX2, RAD51, циклін B1), здатні викликати значні зміни у клітині-свідку. На клітинному рівні ефект “свідка” індукує зміну проліферативного поленціалу, клітинного росту та виживаності, індукцію термінальної (кінцевої) диференціації та апоптоз. 
Порушення процесів репарації, які зазвичай детектують у клітинах-свідках призводять до підвищення рівню одно- та дволанцюгових пошкоджень ДНК (хоча частина пошкоджень ДНК може викликатися підвищенням рівню активних форм кисню у клітині-свідку), що виражаються у підвищенні рівня хромосомних аберацій, обмінів між сестинськими хроматидами, мікроядер та H2AX сукупчень.До епігенетичних наслідків ефекту “свідка” можна віднести зміну експресії генів та мікроРНК профілю.

## Значення ефекту “свідка”
Оскільки основною особливістю цього феномену є індукція надмалими пошкоджуючими дозами (що у деяких випадках вважались фоновими), наслідки дії ефекту "свідка" торкаються інтересів вивчення протиракової терапії та її наслідків, механізмів міжклітинних взаємодій, та теоретичних питань радіобіології.